# Architecten-Ball-Tänze
Architecten-Ball-Tänze, op. 36, är en vals av Johann Strauss den yngre.

## Historia
Till karnevalssäsongen 1847 hade Johann Strauss den yngre komponerat två valser, 2 kadriljer och en polka.  Om man beaktar det faktum att en vals består av 10 melodier, en kadrilj av 12 och en polka av 3, så hade Strauss sammanlagt skapat 67 melodier på sex veckor. Medan fadern, Johann Strauss den äldre, fortfarande dominerade dansscenerna för hovet och överklassen fick hans 21-årige son hålla till ute i förorten: Café Dommayer i Hietzing och Zum goldenen Strauss i Josefstadt. När Wiens arkitektstudentet skulle hålla sin bal den 27 januari 1847 i den nyrenoverade Zum goldenen Strauss, fick Strauss i uppdrag att komponera musiken. Hans bidrag blev valsen med den passande titeln Architecten-Ball Tänze, hans första uppdrag till en societetsbal i den kejserliga huvudstaden Wien. Arkitektstudenterna och deras lärare var de som var ansvariga för byggandet av vad som skulle komma att bli Ringstraße, den gata som omger Wiens innerstad. 
Förläggaren H.F. Müller gav ut klaverutdraget till valsen den 2 september 1847. Valsen ådrog sig ingen uppmärksamhet i pressen men framfördes regelbundet i sin originalform och i olika arrangemang.  

## Om valsen
Speltiden är ca 9 minuter och 22 sekunder plus minus några sekunder beroende på dirigentens musikaliska tolkning.

## Weblänkar
- Dynastin Strauss 1847 med kommentarer om Architecten-Ball-Tänze.
- Architecten-Ball-Tänze i Naxos-utgåvan.